# Elecciones municipales de Quito de 1988
Las elecciones municipales de Quito de 1988 se llevaron a cabo como parte de las elecciones seccionales de Ecuador del mismo año. 
Resultó elegido el exministro de economía Rodrigo Paz, del partido Democracia Popular, siendo su principal contendor el ex prefecto Fabián Alarcón, siendo candidateado por el Partido Demócrata del alcalde saliente Gustavo Herdoiza.
Fuentes: